# Club de Futbol Torelló
El CF Torelló és el club de futbol del municipi de Torelló (Osona). Va ser fundat el 1917 i des de 2010 compta amb secció de futbol femenina.

## Palmarès
- Campió de Segona Territorial: Grup V 2003/04
- Campió de Tercera Catalana: Grup V 2018/19